# كينغا غجيب
كينغا غجيب (بالبولندية: Kinga Grzyb) مواليد 12 يناير 1982 في بولندا، هي لاعبة كرة يد بولندية تلعب كجناح أيسر. مثلت منتخب بولندا لكرة اليد للسيدات.

## سجل المنافسة
شاركت في البطولات التالية:
- بطولة العالم لكرة اليد للسيدات 2013
- بطولة أوروبا لكرة اليد للسيدات 2014

## روابط خارجية
- كينغا غجيب على موقع الاتحاد الأوروبي لكرة اليد (الإنجليزية)